# Kalam

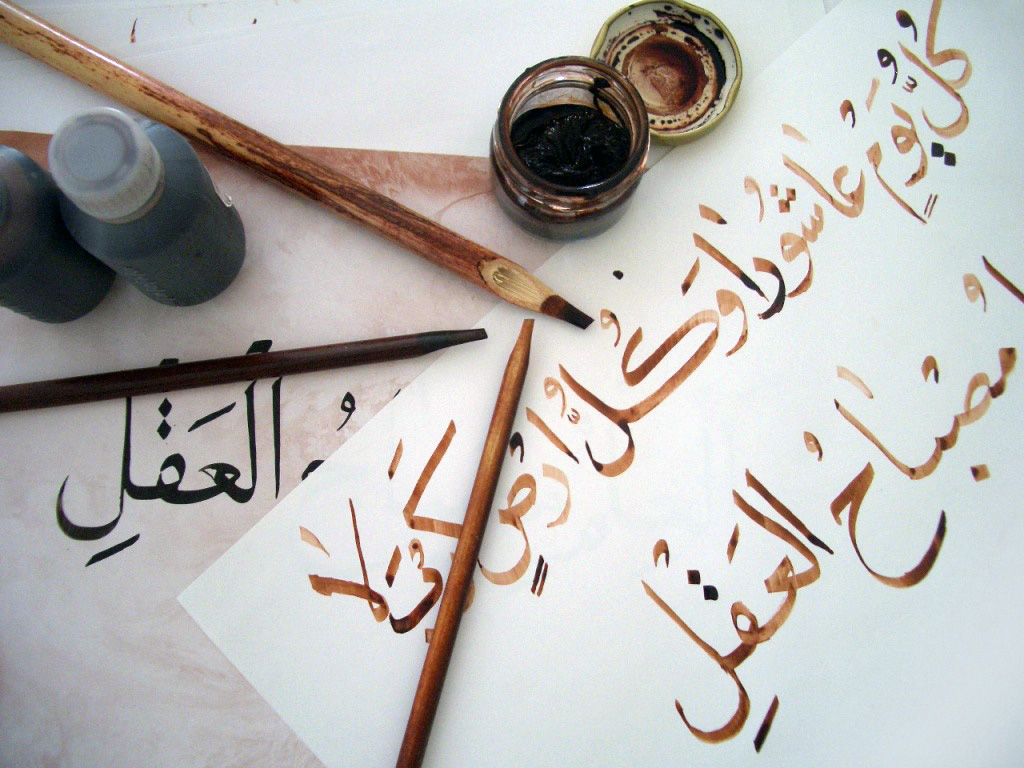
Kalam folosit in caligrafie.

Kalamul (arabă/persană/urdu/sindhi: قلم qalam; nume scris și: qalam) este un tip de instrument de scris făcut din tulpină de trestie care se folosește în caligrafie pentru limbile care folosesc scrierea arabă.

## Utilizare

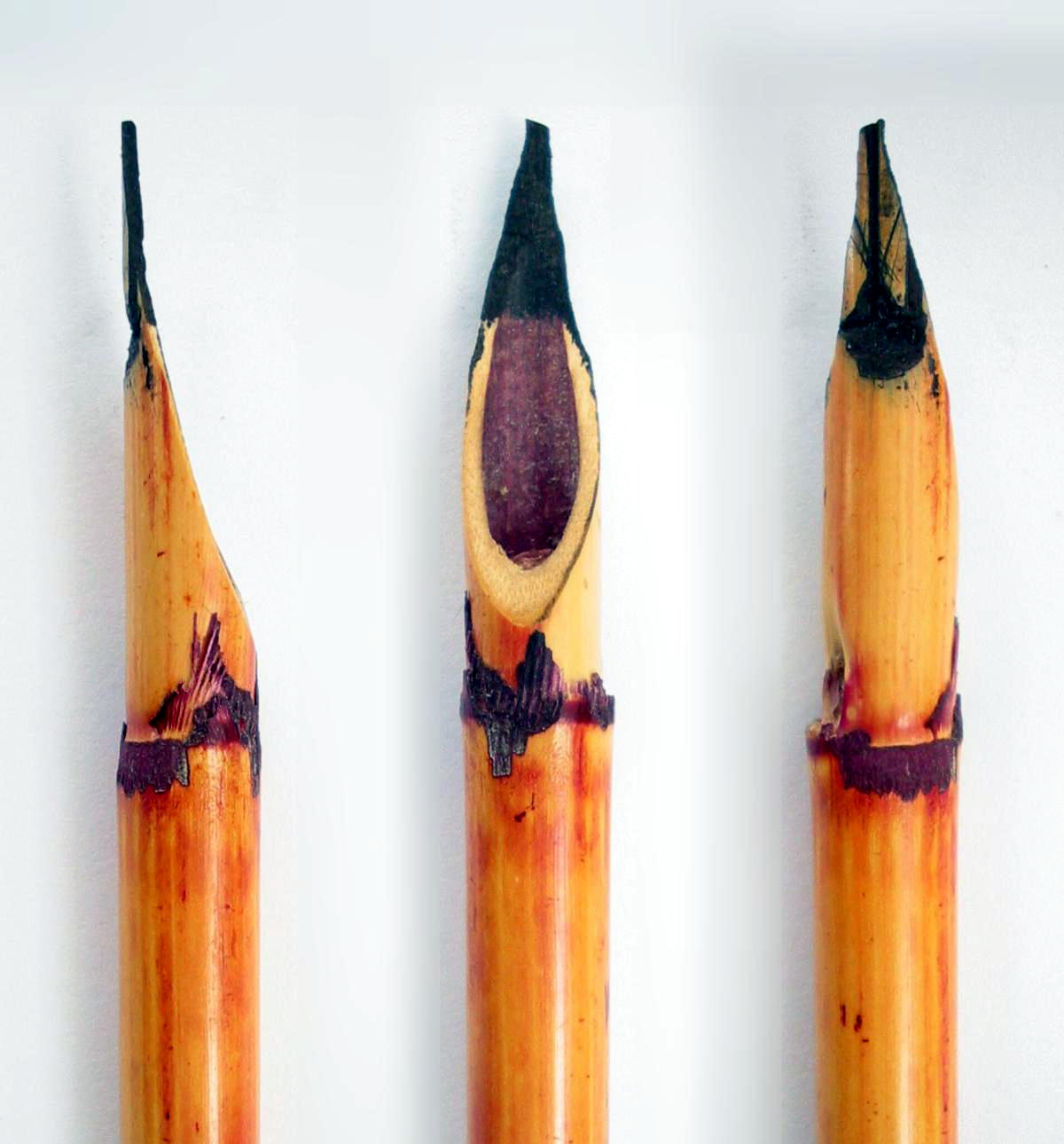
Kalam privit sub trei unghiuri

Kalamul se folosește, în momentul de față, pentru scrierea artistică, pe diverse materiale, cu cerneală, tuș sau vopsea. O adevărată artă s-a dezvoltat în culturile care folosesc alfabetul arab, bazată pe scrierea cu kalamul.

## Sistemul de transcriereQalam
Numele instrumentului de scris se folosește și pentru desemnarea unui sistem de transcriere a alfabetului arab în alfabet latin.

## Denumiri în alte limbi
Cuvântul kalam provine în arabă din limba greacă, de la cuvântul κάλαμος (kalamos). În multe limbi orientale, kalam înseamnă acum instrument de scris, în general.